# Giovanny Báez
Giovanny Manuel Báez Álvarez (Nobsa, 9 april 1981) is een Colombiaans wielrenner die sinds 2007 uitkomt voor EPM-UNE. Hij is recordwinnaar van de Ronde van Valle del Cauca (5 zeges).

## Belangrijkste overwinningen
2004
- 11e etappe Ronde van Venezuela

2005
- 3e etappe Cinturó de l'Empordà
- Eindklassement Cinturó de l'Empordà

2007
- 3e etappe Ronde van Valle del Cauca
- Eindklassement Ronde van Valle del Cauca

2008
- 3e etappe Ronde van Valle del Cauca
- Eindklassement Ronde van Valle del Cauca
- Eindklassement Ronde van Colombia

2009
- 3e etappe Ronde van Valle del Cauca
- Eindklassement Ronde van Valle del Cauca
- 11e etappe Ronde van Colombia

2010
- 5e etappe Ronde van Santa Catarina
- 7e etappe Ronde van Guatemala
- 9e etappe Ronde van Guatemala
- Eindklassement Ronde van Guatemala

2011
- 3e etappe Ronde van Madrid

2012
- 3e etappe Ronde van Valle del Cauca
- Eindklassement Ronde van Valle del Cauca
- 5e etappe Vuelta Mundo Maya
- Eindklassement Vuelta Mundo Maya